# Marcali
Marcali (Duits: Martzal) is een plaats (város) en gemeente in het Hongaarse comitaat Somogy. Marcali telt 12 550 inwoners (2001).

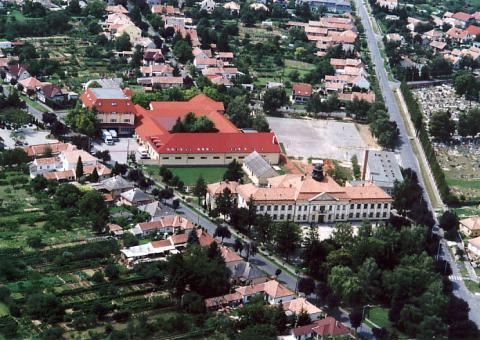
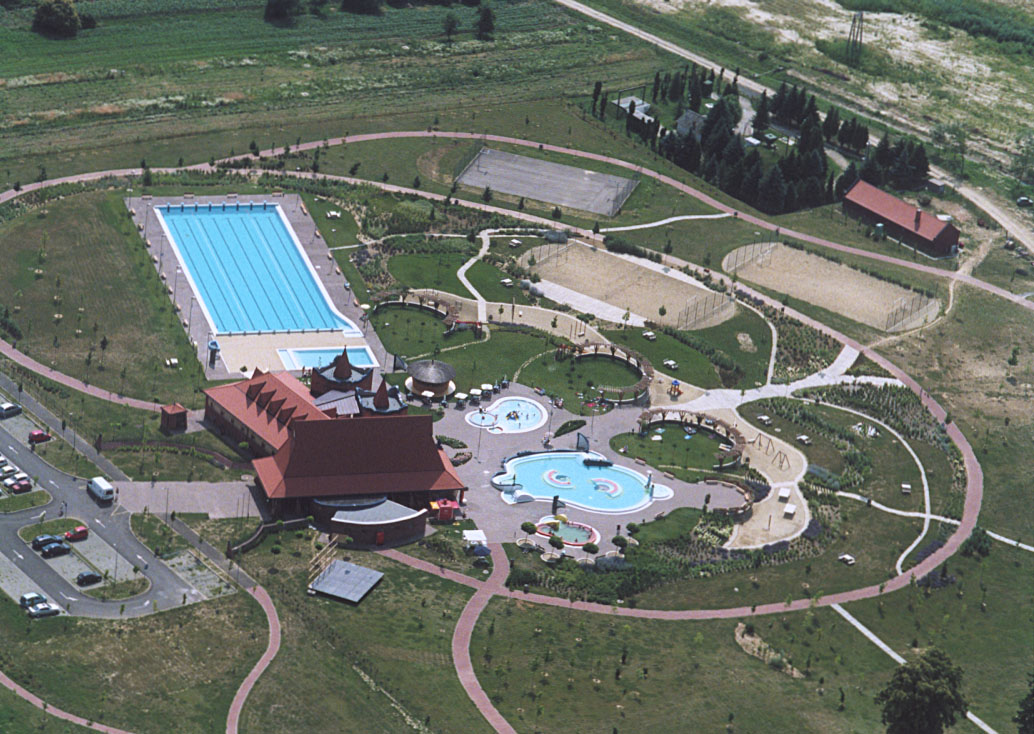